# Beatyfikowani i kanonizowani przez Piusa XI
Beatyfikowani i kanonizowani przez Piusa XI – lista świętych i błogosławionych wyniesionych na ołtarze w czasie pontyfikatu Piusa XI.
Papież Pius XI przez swój pontyfikat ogłosił 38 błogosławionych a 24 świętych.
Poniższa tabela przedstawia listę osób beatyfikowanych/kanonizowanych przez Piusa XI.

## I rok pontyfikatu
| Wyniesieni na ołtarze | Data beatyfikacji     | Data kanonizacji                    |
| --------------------- | --------------------- | ----------------------------------- |
| Teresa z Lisieux      | 29 kwietnia 1923(dts) | 17 maja 1925(dts) (przez Piusa XI)  |
| Michał Garicoïts      | 10 maja 1923(dts)     | 6 lipca 1947(dts) (przez Piusa XII) |
| Robert Bellarmin      | 13 maja 1923(dts)     | 29 czerwca 1930(dts)                |

## IV rok pontyfikatu
| Wyniesieni na ołtarze      | Data beatyfikacji                       | Data kanonizacji                            |
| -------------------------- | --------------------------------------- | ------------------------------------------- |
| Antoni Maria Gianelli      | 19 kwietnia 1925(dts)                   | 21 października 1951(dts) (przez Piusa XII) |
| Wincenty Maria Strambi     | 26 kwietnia 1925(dts)                   | 11 czerwca 1950(dts) (przez Piusa XII)      |
| Męczennice z Orange        | 10 maja 1925(dts)                       | —                                           |
| Piotr Kanizjusz            | 20 listopada 1864(dts) (przez Piusa IX) | 21 maja 1925(dts)                           |
| Magdalena Zofia Barat      | 24 maja 1908(dts) (przez Piusa X)       | 24 maja 1925(dts)                           |
| Maria Magdalena Postel     | 17 maja 1908(dts) (przez Piusa X)       | 24 maja 1925(dts)                           |
| Jan Maria Vianney          | 8 stycznia 1905(dts) (przez Piusa X)    | 31 maja 1925(dts)                           |
| Jean Eudes                 | 25 kwietnia 1909(dts) (przez Piusa X)   | 31 maja 1925(dts)                           |
| Maria Micaela Desmaisieres | 7 czerwca 1925(dts)                     | 4 marca 1934(dts)                           |
| Bernadeta Soubirous        | 14 czerwca 1925(dts)                    | 8 grudnia 1933(dts)                         |
| Męczennicy kanadyjscy      | 21 czerwca 1925(dts)                    | 29 czerwca 1930(dts)                        |
| 79 męczenników z Korei     | 5 lipca 1925(dts)                       | 6 maja 1984(dts) (przez Jana Pawła II)      |
| Piotr Julian Eymard        | 12 lipca 1925(dts)                      | 9 grudnia 1962(dts) (przez Jana XXIII)      |

## V rok pontyfikatu
| Wyniesieni na ołtarze  | Data beatyfikacji         | Data kanonizacji                    |
| ---------------------- | ------------------------- | ----------------------------------- |
| Andrzej Hubert Fournet | 16 maja 1926(dts)         | 4 czerwca 1933(dts)                 |
| Joanna Antyda Thouret  | 23 maja 1926(dts)         | 14 stycznia 1934(dts)               |
| Bartłomieja Capitanio  | 30 maja 1926(dts)         | 18 maja 1950(dts) (przez Piusa XII) |
| Męczennicy z Aubenas   | 6 czerwca 1926(dts)       | —                                   |
| Łucja Filippini        | 13 czerwca 1926(dts)      | 22 czerwca 1930(dts)                |
| Ghébrē Michael         | 3 października 1926(dts)  | —                                   |
| Męczennicy z Damaszku  | 10 października 1926(dts) |                                     |
| Męczennicy z Paryża    | 17 października 1926(dts) | —                                   |
| Noël Pinot             | 31 października 1926(dts) | —                                   |

## VIII rok pontyfikatu
| Wyniesieni na ołtarze                      | Data beatyfikacji    | Data kanonizacji     |
| ------------------------------------------ | -------------------- | -------------------- |
| Jan Bosko                                  | 2 czerwca 1929(dts)  | 1 kwietnia 1934(dts) |
| Teresa Małgorzata od Serca Jezusowego Redi | 9 czerwca 1929(dts)  | 19 marca 1934(dts)   |
| Gomidas Keumurdjian                        | 23 czerwca 1929(dts) | —                    |
| Tomasz Whitbread i 106 Towarzyszy          | 15 grudnia 1929(dts) | —                    |

## IX rok pontyfikatu
| Wyniesieni na ołtarze | Data beatyfikacji                        | Data kanonizacji     |
| --------------------- | ---------------------------------------- | -------------------- |
| Katarzyna z Palmy     | 12 sierpnia 1792(dts) (przez Piusa VI)   | 22 czerwca 1930(dts) |
| Łucja Filippini       | 13 czerwca 1926(dts)                     | 22 czerwca 1930(dts) |
| Konrad z Parzham      | 15 czerwca 1930(dts)                     | 20 maja 1934(dts)    |
| Teofil z Corte        | 19 stycznia 1896(dts) (przez Leona XIII) | 29 czerwca 1930(dts) |
| Męczennicy kanadyjscy | 21 czerwca 1925(dts)                     | 29 czerwca 1930(dts) |
| Robert Bellarmin      | 13 maja 1923(dts)                        | 29 czerwca 1930(dts) |

## X rok pontyfikatu
| Wyniesieni na ołtarze | Data beatyfikacji         | Data kanonizacji     |
| --------------------- | ------------------------- | -------------------- |
| Albert Wielki         | 1622 (przez Grzegorza XV) | 16 grudnia 1931(dts) |

## XII rok pontyfikatu
| Wyniesieni na ołtarze    | Data beatyfikacji     | Data kanonizacji                     |
| ------------------------ | --------------------- | ------------------------------------ |
| Maria Eufrazja Pelletier | 30 kwietnia 1933(dts) | 2 maja 1940(dts) (przez Piusa XII)   |
| Gemma Galgani            | 14 maja 1933(dts)     | 2 maja 1940(dts) (przez Piusa XII)   |
| Józef Pignatelli         | 21 maja 1933(dts)     | 12 maja 1954(dts) (przez Piusa XII)  |
| Katarzyna Labouré        | 28 maja 1933(dts)     | 27 lipca 1947(dts) (przez Piusa XII) |
| Andrzej Hubert Fournet   | 16 maja 1926(dts)     | 4 czerwca 1933(dts)                  |
| Bernadeta Soubirous      | 14 czerwca 1925(dts)  | 8 grudnia 1933(dts)                  |
| Joanna Antyda Thouret    | 23 maja 1926(dts)     | 14 stycznia 1934(dts)                |

## XIII rok pontyfikatu
| Wyniesieni na ołtarze            | Data beatyfikacji                          | Data kanonizacji                    |
| -------------------------------- | ------------------------------------------ | ----------------------------------- |
| Antoni Maria Claret              | 25 lutego 1934(dts)                        | 7 maja 1950(dts) (przez Piusa XII)  |
| Maria Micaela Desmaisieres       | 7 czerwca 1925(dts)                        | 4 marca 1934(dts)                   |
| Ludwika de Marillac              | 9 maja 1920(dts) (przez Benedykta XV)      | 11 marca 1934(dts)                  |
| Józef Benedykt Cottolengo        | 29 kwietnia 1917(dts) (przez Benedykta XV) | 19 marca 1934(dts)                  |
| Pompiliusz Maria Pirrotti        | 26 stycznia 1890(dts) (przez Leona XIII)   | 19 marca 1934(dts)                  |
| Jan Bosko                        | 2 czerwca 1929(dts)                        | 1 kwietnia 1934(dts)                |
| Pierre-René Rogue                | 10 maja 1934(dts)                          | —                                   |
| Joanna Elżbieta Bichier des Ages | 13 maja 1934(dts)                          | 6 lipca 1947(dts) (przez Piusa XII) |
| Konrad z Parzham                 | 15 czerwca 1930(dts)                       | 20 maja 1934(dts)                   |

## XIV rok pontyfikatu
| Wyniesieni na ołtarze | Data beatyfikacji                      | Data kanonizacji  |
| --------------------- | -------------------------------------- | ----------------- |
| Jan Fisher            | 9 grudnia 1886(dts) (przez Leona XIII) | 19 maja 1935(dts) |
| Tomasz More           | 9 grudnia 1886(dts) (przez Leona XIII) | 19 maja 1935(dts) |

## XVII rok pontyfikatu
| Wyniesieni na ołtarze      | Data beatyfikacji                          | Data kanonizacji                       |
| -------------------------- | ------------------------------------------ | -------------------------------------- |
| Andrzej Bobola             | 30 października 1853(dts) (przez Piusa IX) | 17 kwietnia 1938(dts)                  |
| Jan Leonardi               | 10 listopada 1861(dts) (przez Piusa IX)    | 17 kwietnia 1938(dts)                  |
| Salwator z Horty           | 5 lutego 1606(dts) (przez Pawła V)         | 17 kwietnia 1938(dts)                  |
| Franciszka Ksawera Cabrini | 13 listopada 1938(dts)                     | 7 lipca 1946(dts) (przez Piusa XII)    |
| Maria Józefa Rossello      | 6 listopada 1938(dts)                      | 12 czerwca 1949(dts) (przez Piusa XII) |
| Maria Dominika Mazzarello  | 20 listopada 1938(dts)                     | 24 czerwca 1951(dts) (przez Piusa XII) |